# Daniel Ariza
Daniel Ariza (1970) es un actor colombiano. 

## Biografía
Actor colombiano  que ha participado en novelas como La viuda de Blanco (1996), Yo amo a Paquita Gallego (1997) y el seriado Julius (1998). Es director de teatro. Actualmente es profesor del Departamento de Artes Escénicas de la Universidad de Caldas. Obtuvo la beca de creación de Ministerio de Cultura (2014) con su proyecto de teatro y nuevas tecnologías Huellas Digitales. Director de actores cortometraje "El Lado oscuro de los colores" (2019)

## Publicaciones
Es investigador y ha publicado en diferentes revistas indexadas:
- 2019. Libro: “Cuerpos Digitales,Cuerpos Virtuales. Investigaciones y creaciones que vinculan las artes escénicas y las nuevas tecnologías de la Imagen”. Editorial: Universidad de Caldas. ISBN: 978-958-759-188-0

- 2019 “10 Minutos” Performance Digital. Una hibridación cuerpo-imagen-sonido” En: Revista. Calle14    v.14 fasc.25 p.170 – 187.[3]

- 2018 “La Escenografía Audiovisual. Otra forma de intervenir el espacio escénico”. En: Territorio Teatral. Revista Virtual No. 17. Departamento de Artes Dramáticas Universidad Nacional de las Artes, Buenos Aires, Argentina.[4]

- 2018. Capítulo de Libro: “Vinculación de procesos sociales y nuevas tecnologías en Teatro”. Libro: “Procesos formativos, perspectivas críticas y metodologías de investigación”. Editorial: Universidad Central del Ecuador.

- 2018: “El Performance como acción restaurativa”. En: Rivista di Educazione e Formazione CERCARE-Carcere Anagramma di. No 72. Liuglio. Edizioni Nuove Catarsi. Urbino, Italia.[5]

- 2017 “El concepto de teatro a partir de los proyectos realizados por el grupo de investigación “Teatro, Cultura y Sociedad” En: Territorio Teatral. Revista Virtual No. 15. Departamento de Artes Dramáticas Universidad Nacional de las Artes, Buenos Aires, Argentina.[6]

- 2017 “El cuerpo-Huella en el performance digital 10 minutos”. En Revista Pensamiento, Palabra, Obra  V17 p.118 – 124.[7]

- 2014 "Cuerpo digital como sustrato del ser cuerpo. Categoría fundamental del performance digital “Huellas Digitales”. En: Revista Colombiana de Las Artes Escénicas v.8. p.96 – 109

- 2014 "Conversar, investigar, crear, la conversación como forma para evidenciar procesos de creación." En: Revista Calle14    v.9 fasc.14 p.102 – 108.[8]

- 2014 Libro “Huellas Digitales – Performance”. Publicado por la Universidad de Caldas y el Ministerio de Cultura.

- 2013 ”La pantalla como soporte del performance, la web cam como máquina de lo visible" . En: Revista Virtual Universidad Católica del Norte v.39 p.59 – 70.

- 2013 "Presentación, presencia, presente. Reflexión sobre vanguardia y poder”. En: Revista Colombiana de Las Artes Escénicas v.7. p.126 - 133,

- 2011 "El espacio en el teatro, dos relatos de viaje sobre creación”. En: Cuadernos de Música, Artes Visuales y Artes Escénicas. Ed: Editorial Pontificia Universidad Javeriana v.6 p.35 – 51

- 2011 "Teatro Interactivo en la Virtualidad”. En: Revista Virtual Universidad Católica Del Norte   v.34 p.244 - 267,